# Claude Fortier
Pour les articles homonymes, voir Fortier.
Claude Fortier (Montréal, 11 juin 1921 - 22 avril 1986) était un médecin québécois, spécialiste de l'endocrinologie.

## Honneurs
- 1970 - Compagnon de l'Ordre du Canada
- 1972 - Prix Urgel-Archambault
- 1979 - Prix Gairdner
- 1980 - Prix Marie-Victorin
- 1982 - Prix de l'œuvre scientifique (AMLFC)
- 1982 - Médaille du Centenaire
- 1984 - Médaille McLaughlin
- 1986 - Prix Michel-Sarrazin
- 1998 - Temple de la renommée médicale canadienne